# Ken Wagener
Kenneth B. Wagener (* 1950) ist ein US-amerikanischer Biochemiker und Polymerchemiker (LADME).

## Leben
Ken Wagener machte seinen Bachelor in Chemie an der Clemson University und seinen PhD in Biochemie und Polymerchemie an der University of Florida. Er war von 1973 bis 1984 zunächst für Akzo Nobel im Bereich der Entwicklung von Membranen für die Nierendialyse und Mikro-Polyolefin-Membrane tätig.
1984 wurde er zunächst außerordentlicher Professor an der University of Florida; 1998 erhielt er einen Ruf auf die „George B. Butler“-Stiftungsprofessur für Polymerchemie an der University of Florida. Er ist Direktor des „Center for Macromolecular Science and Engineering“.
Wagener ist unter anderem Berater des „National Institutes of Health“, der „National Science Foundation“ und anderer US-amerikanischer Regierungsorganisationen. Er hat zahlreiche wissenschaftliche Arbeiten und Bücher veröffentlicht. Er ist Mitglied von fünf internationalen Fachredaktionen auf dem Gebiet der Polymerchemie.
Er gewann mehrere Preise wie den „American Chemical Society Florida Award“ (ACS 2003) und wurde als „Teacher of the Year“ ausgezeichnet. Er erhielt den „Japan Society for the Progress of Science (JSPS) Fellowship“. 2013 erhielt er den Herman F. Mark Division of Polymer Chemistry Award, für 2021 wurde ihm der ACS Award in Polymer Chemistry zugesprochen.